# 板橋秀豐
板橋秀豐（日语：／ Itahashi Syufo，1954年4月7日—），日本漫畫家，京都市立藝術大學畢業。他於1977年在《月刊OUT》首次發表作品，作品以科幻題材居多。現於京都精華大學講授漫畫。

## 生平
板橋秀豐於1954年出生於滋賀縣。就讀京都市立藝術大學日本畫科時，板橋於1977年在《月刊OUT》連載漫畫，出道成為漫畫家。此前在1976年8月號，他曾用筆名板橋秀法發表新連載《Rockman》的預告，但並沒有後續。1981年，短篇漫畫獲得第21屆手塚獎準入選，並刊登於《週刊少年Jump》1981年27號。1986年，他的漫畫作品《驚戰》獲改編為OVA。

## 作品列表

### 連載
- （《月刊OUT（日语：月刊OUT）》→，全1卷）
  - （《Animec（日语：アニメック）》1981年第8－10号）
- 驚戰（日语：アイ・シティ）（雙葉社《月刊Super Action（日语：月刊スーパーアクション）》1983年6月号－1984年7月号，全2卷）海豹叢書代理
- 無敵加文（Hey! ギャモン，雙葉社《月刊Super Action》1984年10月號－1986年6月號，全3卷）[2]海豹叢書代理
- （東京三世社《月刊WHAT》1985年6月號－？，全2卷）
- 凱羅（雙葉社《月刊Super Action》1986年8月号－1987年9月号、《LOGOUT（日语：LOGOUT）》第6號、《月刊LOGOUT（日语：LOGOUT）》創刊号－16号，全4卷）[3]玉皇朝代理
- 妖術本舖（妖術本舗，講談社《Morning》1986年28号、1987年28、52号、1990年13～15号、1991年30、31号，全1卷）[4]正文社/大然文化代理
- 七色虹橋（セブンブリッジ，潮出版社？－？，全7卷）玉皇朝代理
- 銀龍遊俠（シルベスター，少年畫報社《YOUNG KING（日语：ヤングキング）》1989年10号－17号，全1卷）[5]大然文化代理
- 夢星（潮出版社1990年6月号－1994年2月号，全4卷）[6]玉皇朝代理
- FUNKY GUTSMAN
- G-CUP
- （講談社「e-manga（日语：e-manga）」）
- （《ZONE OF CTHULUHU》，改編自小說《敦威治恐怖事件》）

### 短篇集
註：重複收錄的短篇以「*」表示
- （1984年4月，集英社）
  - （集英社《週刊少年Jump》1981年27号）
  - TURTLE SHELTER（全新繪製）
  - （東京三世社1981年PART9）
  - WAR'S WARS（東京三世社1983年PART17）
  - （東京三世社1983年PART21）
  - FREEDOM（東京三世社1980年PART7）
  - （集英社《週刊少年Jump》1982年1月10日増刊号）
- 板橋秀豐 SF傑作短篇集（パパキングママジェット―SF大冒険活劇傑作短篇，1984年12月，東京三世社）
  - DOWN FORCE ACT1
  - DOWN FORCE ACT2
  - MATER OF OZOMASHISM
  - DOWN FORCE ACT3
  - I WANT MILK
- （1984年12月，潮出版社）[7]
  - （潮出版社1981年11月号）
  - （潮出版社1982年8月号）
  - （潮出版社1983年1、2月号）
  - （潮出版社1984年10月号）
  - （潮出版社1983年12月号）
  - （雙葉社《漫畫ACTION增刊》1983年2月13日號）
- GROUND MAKER（1992年3月，集英社/創美社）[8]
  - Lip9000（集英社《Super Jump》1988年No.5）
  - GROUND MAKER（德間書店《SF Adventure（日语：SFアドベンチャー）》1989年2月号）
  - MENTAL METAL（德間書店《SF Adventure》1989年4月号）
  - CARAVAN THE BERSERKERS（東京三世社1982年PART13）
  - TURTLE SHELTER*
  - WAR'S WARS*
  - FREEDOM*
- （1997年3月）
  - （少年畫報社《YOUNG KING》1988年20號、21號）[9][10]

### 其他
- 《The Ultraman》漫畫版（1979年4月號[11]－11月號[12]）
- （1995年發表於ASCII）
- 《冰核计划》漫畫版（1996年發表於德間書店VOL.1）
- （1997年，文藝春秋出版，原作：兵頭二十八（日语：兵頭二十八））[13]

## 外部連結
- 板橋秀豐官方網站
- 京都精華大學教職員簡介
- 板橋秀豐 （页面存档备份，存于）在中的資料（日語）